# Vlag van Chapelle-lez-Herlaimont
De vlag van Chapelle-lez-Herlaimont is op onbekende datum bij raadsbesluit vastgesteld als de vlag van de gemeente Chapelle-lez-Herlaimont in de Belgische provincie Henegouwen. De vlag kan als volgt worden beschreven:
Rood met een wit ankerkruis
De vlag komt overeen met het vlagontwerp van de Raad van Heraldiek en Vexillologie (Frans: Conseil d’héraldique et de vexillologie). Het betreft een wapenbanier van het wapen van de Commanderij van Piéton, dat werd hergebruikt als het wapen van de voormalige gemeente Piéton.